# Dobák Lajos
Dobák Lajos (Budapest, 1928. július 25. – Budapest, 2006. április 19.) Jászai Mari-díjas és Aase-díjas magyar színész.

## Életpályája
A Színházművészeti Főiskoláról 1949-ben eltávolították. Színészi pályája 1954-ben indult a Magyar Néphadsereg Színházában. 1957-től a kecskeméti Katona József Színház, 1961-től a Pécsi Nemzeti Színház, 1965-től a Veszprémi Petőfi Színház szerződtette. 1982-től a Radnóti Színpad művésze volt. 1986-tól nyugdíjba vonulásáig (1988-ig), a szolnoki Szigligeti Színházban játszott. 1990-től a Szekszárdi Német Színház, 1999-től a Soproni Petőfi Színház előadásaiban is szerepelt. Művészetét több díjjal jutalmazták.
Lánya Dobák Lívia Jászai Mari-díjas színházi dramaturg.

## Fontosabb színházi szerepei
- Lev Nyikolajevics Tolsztoj: Feltámadás... Nyehljudov herceg
- Németh László: Győzelem... Sántha professzor
- Kálmán Imre: Az ördöglovas... Metternich herceg
- Kálmán Imre: Csárdáskirálynő... Miska főpincér
- Illyés Gyula: Fáklyaláng... Görgey
- Illyés Gyula: A kegyenc... Petronius
- Illyés Gyula: A különc... Ferenc József
- Johann Nepomuk Nestroy – Heltai Jenő – Fábri Péter – Novák János: Lumpáciusz Vagabundusz – vagy A három jómadár... Forgács úr; Sztellárisz tündérkirály
- Csurka István: Eredeti helyszín... rendező
- Csurka István: Döglött aknál... Paál
- Csurka István: Nagytakarítás... Miltényi
- Moldova György: Az élet oly rövid... Lojzi
- Csáth Géza: A Janika.. Tolnai háziorvos
- Makszim Gorkij: Örökösök... Mihajlo
- Makszim Gorkij: Kispolgárok... Percsihin
- Móricz Zsigmond: Nem élhetek muzsikaszó nélkül... Lajos bácsi
- Sultz Sándor: A hattyú halála... Ignác
- Borisz Leonyidovics Paszternak – Szikora János: Doktor Zsivágó... Nyikolaj Vegyenyagin
- Schwajda György: Rákóczi tér.. Vak
- Schönherr Károly: A nőstényördög... A férfi
- Bertolt Brecht: Háromgarasos opera... Peachum
- Harold Pinter: Aszületésnap... Petey
- Anton Pavlovics Csehov: Cseresznyéskert... Firsz (öreg inas)
- Victor Hugo: A királyasszony lovagja... Don Cesar de Bazan
- William Shakespeare: Othello... Jago
- William Shakespeare: Szentivánéji álom... Oberon
- William Shakespeare: Ahogy tetszik... Ádám
- William Shakespeare: III. Richárd... IV. Edwárd király
- William Shakespeare: A makrancos hölgy... Baptista
- William Shakespeare: Vízkereszt vagy amit akartok... Malvolio
- Gotthold Ephraim Lessing: Bölcs Náthán... A jeruzsálemi pátriárka
- Luigi Pirandello: IV. Henrik... Dionisto Genoni
- Max Frisch: Andorra... Páter
- Eduardo De Filippo: Szombat, vasárnap, hétfő... nagypapa
- Sławomir Mrożek Örvendetes esemény... öregúr
- Molnár Ferenc: Játék a kastélyban... Lakáj
- Örkény István: Tóték... Cipriani (professzor)

## Díjak, elismerések
- Kisfaludy-díj (1967)
- Jászai Mari-díj (1973)
- SZOT-díj (1982)
- Aase-díj (1997)
- Kabos Gyula-díj (1997)

## Filmek, TV
- A Tenkes kapitánya (sorozat) 1964
- Egy óra múlva itt vagyok (sorozat)

A kelepce (1975) ... Német főhadnagy
- 141 perc a befejezetlen mondatból (1975)
- A tanévzáró (1975)
- Segesvár (1976)
- A kard  (1977)
- A stiglic (1980)
- Özvegy és leánya (sorozat) (1983)
- Berlioz élete (1983)
- Redl ezredes (1985)
- Johann Sebastian Bach (1985)
- A szembesítés eredménytelen (1985)
- A pacsirta (1987)
- Vitézi bál (1988)
- Az új földesúr (1989)
- Freytág testvérek (1989)
- Az operaház fantomja (1989)
- Holnapra a világ (1990)
- Napló apámnak, anyámnak (1990)
- Anyegin (1990)
- Szerpentintánsosnő (1992)
- Boldog békeidők (1992)
- Moselbrücki történet (sorozat) (1993)
- Frici, a vállalkozó szellem (sorozat)

25. rész (1993)
- Devictus Vincit (1994)
- Kisváros (TV Series)

Orvvadászok című rész (1995)
Reptéri fogás című rész(1997)
- Az alkimista és a szűz (1999)
- Werckmeister harmóniák (2000)
- Vakvagányok (2001)
- Mikor síel az oroszlán? (2001)